# 持志大学
私立持志大学是1924年至1939年上海的一家文科高等学校。以法科法律系知名。

## 历史
1924年12月，在上海体育会西路创办“私立持志大学”。校长何世桢，副校长兼教务主任何世枚。名誉校董胡汉民。1930年因无理工科，根据当时法律，改名为“私立持志学院”。1939年9月14日持志学院及附中停办。
私立持志学院旅京校友会，1947年5月在南京成立。